# Анна Лінкова
Анна Лінкова (нар. 22 січня 1977) — колишня російська тенісистка.
Найвищу одиночну позицію світового рейтингу — 338 місце досягла 27 січня 1997, парну — 247 місце — 21 липня 1997 року.
Здобула 1 одиночний та 1 парний титул туру ITF.

## Фінали ITF (2–16)

### Одиночний розряд (1–2)
| Легенда          |
| ---------------- |
| Турніри $100,000 |
| Турніри $75,000  |
| Турніри $50,000  |
| Турніри $25,000  |
| Турніри $10,000  |

| Фінали за покриттям |
| ------------------- |
| Тверде (1–1)        |
| Ґрунт (0–0)         |
| Трава (0–0)         |
| Килим (0–1)         |

| Результат | Ранг | Дата           | Турнір         | Покриття   | Суперниця         | Рахунок            |
| --------- | ---- | -------------- | -------------- | ---------- | ----------------- | ------------------ |
| Перемога  | 1.   | 11 жовтня 1993 | Москва, Росія  | Тверде (i) | Юлія Лютрова      | 7–5, 1–6, 7–6(8–6) |
| Поразка   | 1.   | 9 жовтня 1995  | Юрмала, Латвія | Тверде (i) | Білецька Наталія  | 6–7(3–7), 5–7      |
| Поразка   | 2.   | 23 жовтня 1995 | Самара, Росія  | Килим (i)  | Наталія Немчинова | 4–6, 6–3, 6–7(3–7) |

### Парний розряд (1–14)
| Легенда          |
| ---------------- |
| Турніри $100,000 |
| Турніри $75,000  |
| Турніри $50,000  |
| Турніри $25,000  |
| Турніри $10,000  |

| Фінали за покриттям |
| ------------------- |
| Тверде (1–3)        |
| Ґрунт (0–9)         |
| Трава (0–1)         |
| Килим (0–1)         |

| Результат | Ранг | Дата           | Турнір                     | Покриття   | Партнерка           | Суперниці                              | Рахунок       |
| --------- | ---- | -------------- | -------------------------- | ---------- | ------------------- | -------------------------------------- | ------------- |
| Поразка   | 1.   | 21 лютого 1994 | Амадора, Португалія        | Тверде     | Аліна Жидкова       | Теодора Недева Антоанета Пандєрова     | 3–6, 1–6      |
| Поразка   | 2.   | 12 грудня 1994 | Пршеров, Чехія             | Тверде (i) | Генрієта Надьова    | Ольга Гостакова Ева Крейчова           | 4–6, 4–6      |
| Поразка   | 3.   | 22 травня 1995 | Ратцебург, Німеччина       | Ґрунт      | Аманда Гопманс      | Баркан Неллі Клаудія Тімм              | 2–6, 1–6      |
| Поразка   | 4.   | 26 червня 1995 | Велп, Нідерланди           | Ґрунт      | Баркан Неллі        | Генріетте ван Алдерен Стефані Ґомпертс | 1–6, 0–6      |
| Поразка   | 5.   | 24 липня 1995  | Гергюговард, Нідерланди    | Ґрунт      | Natalia Chasovaya   | Стефані Ґомпертс Стефані Роттьєр       | 4–6, 1–6      |
| Поразка   | 6.   | 31 липня 1995  | Горб-ам-Неккар, Німеччина  | Ґрунт      | Павліна Нола        | Івана Гаврлікова Моніка Кратохвілова   | 2–6, 5–7      |
| Поразка   | 7.   | 7 серпня 1995  | Падерборн, Німеччина       | Ґрунт      | Моніка Машталіржова | Мілена Неквапілова Силва Несвадбова    | 1–6, 4–6      |
| Поразка   | 8.   | 23 жовтня 1995 | Самара, Росія              | Килим (i)  | Наталія Немчинова   | Наталія Єгорова Марія Марфіна          | 1–6, 0–6      |
| Перемога  | 1.   | 30 жовтня 1995 | Москва, Росія              | Тверде (i) | Наталія Немчинова   | Natalia Noreiko Марина Стець           | 6–2, 2–6, 6–3 |
| Поразка   | 9.   | 6 травня 1996  | Ле-Туке-Парі-Плаж, Франція | Ґрунт      | Патті ван Аккер     | Наталі Ерреман Карін Кентрек           | 1–6, 1–6      |
| Поразка   | 10.  | 26 серпня 1996 | Сочі, Росія                | Ґрунт      | Ольга Іванова       | Міріам Д'Агостіні Джоелл Шад           | 4–6, 3–6      |
| Поразка   | 11.  | 13 січня 1997  | Гельсінкі, Фінляндія       | Тверде (i) | Майке Каутстал      | Ольга Виметалкова Габріела Хмелінова   | 2–6, 1–6      |
| Поразка   | 12.  | 23 червня 1997 | Мілан, Італія              | Трава      | Марія Головизніна   | Хотта Томое Ямаґісі Йоріко             | 3–6, 7–5, 4–6 |
| Поразка   | 13.  | 30 червня 1997 | Сецце, Італія              | Ґрунт      | Андрея Ехрітт-Ванк  | Лаура Гарроне Елена Савольді           | 3–6, 0–6      |
| Поразка   | 14.  | 7 липня 1997   | Ф'юмічіно, Італія          | Ґрунт      | Софія Фінер         | Зузана Гейдова Яна Мацурова            | 1–6, 1–6      |